# Nick Cousins
Brian Nicholas "Nick" Cousins, född 20 juli 1993, är en kanadensisk professionell ishockeyforward som spelar för Florida Panthers i NHL.
Han har tidigare spelat för Philadelphia Flyers, Arizona Coyotes, Montreal Canadiens, Vegas Golden Knights  och Nashville Predators i NHL; Adirondack Phantoms och Lehigh Valley Phantoms i AHL samt Sault Ste. Marie Greyhounds i OHL.
Cousins draftades av Philadelphia Flyers i tredje rundan i 2011 års draft som 68:e spelare totalt.
16 juni 2017 trejdades han tillsammans med Merrick Madsen från Philadelphia Flyers till Arizona Coyotes i utbyte mot Brendan Warren och ett draftval i femte rundan i 2018 års draft.

## Statistik
| 2008–2009  | Quinte Red Devils Minor Midget AAA | ETA        | 71  | 72  | 67  | 139 | —   | —  | — | — | — | —  |
|            | Trenton Hercs                      | OJHL       | 5   | 0   | 1   | 1   | 2   | —  | — | — | — | —  |
| 2009–2010  | Sault Ste. Marie Greyhounds        | OHL        | 67  | 11  | 21  | 32  | 34  | 5  | 0 | 1 | 1 | 2  |
| 2010–2011  | Sault Ste. Marie Greyhounds        | OHL        | 68  | 29  | 39  | 68  | 56  | —  | — | — | — | —  |
| 2011–2012  | Sault Ste. Marie Greyhounds        | OHL        | 65  | 35  | 53  | 88  | 88  | —  | — | — | — | —  |
|            | Adirondack Phantoms                | AHL        | 1   | 0   | 0   | 0   | 0   | —  | — | — | — | —  |
| 2012–2013  | Sault Ste. Marie Greyhounds        | OHL        | 64  | 27  | 76  | 103 | 83  | 6  | 3 | 3 | 6 | 12 |
|            | Adirondack Phantoms                | AHL        | 7   | 0   | 1   | 1   | 2   | —  | — | — | — | —  |
| 2013–2014  | Adirondack Phantoms                | AHL        | 74  | 11  | 18  | 29  | 47  | —  | — | — | — | —  |
| 2014–2015  | Philadelphia Flyers                | NHL        | 11  | 0   | 0   | 0   | 2   | —  | — | — | — | —  |
|            | Lehigh Valley Phantoms             | AHL        | 64  | 22  | 34  | 56  | 73  | —  | — | — | — | —  |
| 2015–2016  | Philadelphia Flyers                | NHL        | 36  | 6   | 4   | 10  | 4   | 6  | 0 | 0 | 0 | 2  |
|            | Lehigh Valley Phantoms             | AHL        | 38  | 12  | 26  | 38  | 45  | —  | — | — | — | —  |
| 2016–2017  | Philadelphia Flyers                | NHL        | 60  | 6   | 10  | 16  | 31  | —  | — | — | — | —  |
| 2017–2018  | Arizona Coyotes                    | NHL        | 71  | 12  | 7   | 19  | 31  | —  | — | — | — | —  |
| 2018–2019  | Arizona Coyotes                    | NHL        | 81  | 7   | 20  | 27  | 35  | —  | — | — | — | —  |
| 2019–2020  | Montreal Canadiens                 | NHL        | 58  | 9   | 13  | 22  | 33  | —  | — | — | — | —  |
|            | Vegas Golden Knights               | NHL        | 7   | 1   | 2   | 3   | 2   | 17 | 0 | 5 | 5 | 22 |
| 2020–2021  | Nashville Predators                | NHL        | 52  | 5   | 13  | 18  | 41  | 4  | 2 | 0 | 2 | 2  |
| 2021–2022  | Nashville Predators                | NHL        | 68  | 9   | 13  | 22  | 31  | 3  | 0 | 0 | 0 | 0  |
| 2022–2023  | Florida Panthers                   | NHL        | 52  | 5   | 13  | 18  | 32  | —  | — | — | — | —  |
| NHL totalt | NHL totalt                         | NHL totalt | 496 | 60  | 95  | 155 | 242 | 30 | 2 | 5 | 7 | 26 |
| AHL totalt | AHL totalt                         | AHL totalt | 184 | 45  | 79  | 124 | 167 | —  | — | — | — | —  |
| OHL totalt | OHL totalt                         | OHL totalt | 264 | 102 | 189 | 291 | 261 | 11 | 3 | 4 | 7 | 14 |

### Internationellt
| Källa: Uppdaterad: 2023-02-12 | Källa: Uppdaterad: 2023-02-12 | Källa: Uppdaterad: 2023-02-12 |               | Utv = Utvisningsminuter | Utv = Utvisningsminuter | Utv = Utvisningsminuter | Utv = Utvisningsminuter | Utv = Utvisningsminuter |
| År                            | Lag                           | Mästerskap                    | Matcher       | Mål                     | Assists                 | Poäng                   | Utv                     |                         |
| ----------------------------- | ----------------------------- | ----------------------------- | ------------- | ----------------------- | ----------------------- | ----------------------- | ----------------------- | ----------------------- |
| 2011                          | Kanada                        | U18-VM                        | 7             | 4                       | 4                       | 8                       | 10                      |                         |
| Junior totalt                 | Junior totalt                 | Junior totalt                 | Junior totalt | 7                       | 4                       | 4                       | 8                       | 10                      |